# Subate

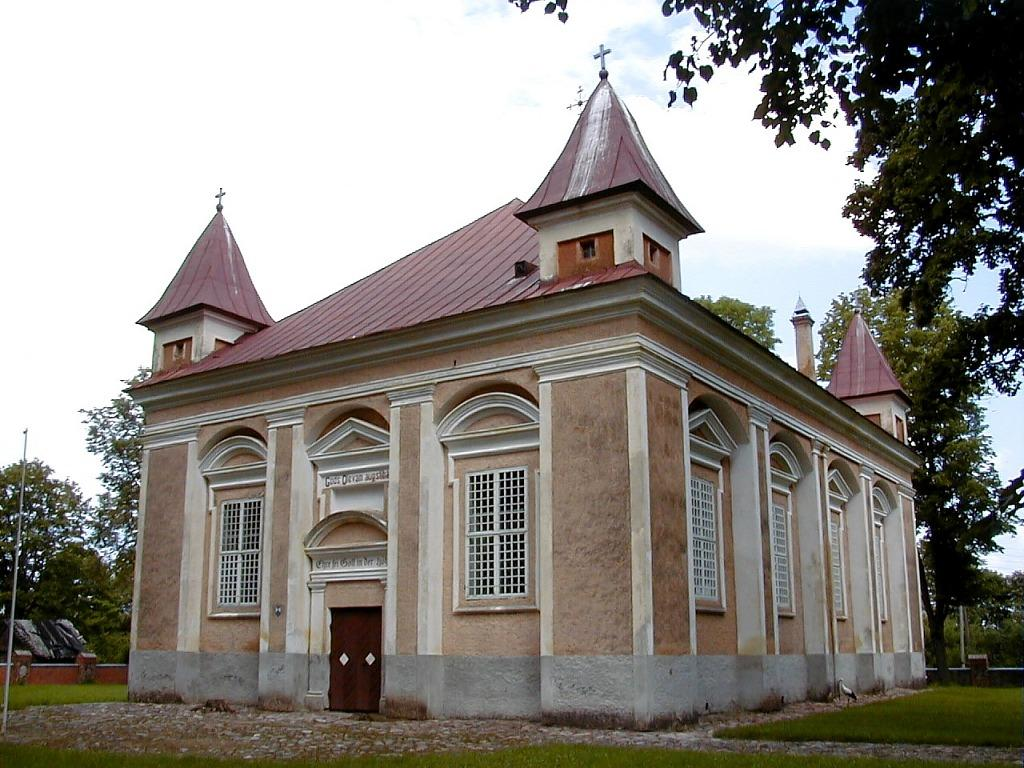
Lutherse kerk in Subate

Subate is een stad in de Ilūkstes novads in Letland aan de grens met Litouwen.
De stad werd in 1570 voor het eerst genoemd en was samen met de bosrijke omgeving bij het gelijknamige meer (Oud-Subate) een buitenverblijf voor de notabelen. In 1894 kwamen beide kernen samen. In de negentiende eeuw bestond de bevolking voor de helft uit Joden. Rond 1914 had Subate zo'n 2300 inwoners. Onder Franz Walter Stahlecker werd de Joodse bevolking bijna volledig uitgemoord in 1941.